# Portrait de Lorenzo Cybo
Le Portrait de Lorenzo Cybo (1524) est une peinture à l'huile sur bois réalisée par l'artiste italien de la Haute Renaissance Parmigianino. Il est conservé au Statens Museum for Kunst, à Copenhague, au Danemark.

## Histoire
La peinture est mentionnée par l'historien d'art Giorgio Vasari parmi celles que Parmigianino a réalisées au cours de son séjour à Rome. Lorenzo Cybo capitaine des gardes pontificales et un frère du cardinal Innocent Cybo, avait alors 23 ou 24 ans, comme spécifié dans une inscription sur la partie inférieure de la peinture : Laurentius Cybo Marchio Massa atque Vient Ferentilli anno M. D. XXIII. La date de 1523 est généralement considérée comme une erreur de la part de l'inconnu qui a ajouté l'inscription, car à l'époque Parmigianino était encore en Émilie.
Le portrait est connu depuis 1749, lorsqu'il faisait partie des collections du cardinal Silvio Valenti-Gonzaga, et est en fait inclus dans une peinture représentant ses images par Giovanni Paolo Panini. L'ensemble de la collection a été vendue à Amsterdam en 1763, et à cette occasion, a été transféré au Danemark.
On connaît plusieurs copies, dont une à l'Université Columbia à New York, qui avait appartenu à la comtesse Frenfanelli Cybo.

## Sources
- Luisa Viola, Parmigianino, Parme, Grafiche Step, 2007